# Ларссон, Петер
Петер Нильс-Гёста Ларссон (швед. Peter Nils-Gösta Larsson; 8 марта 1961, Турсбю, Швеция) — шведский футболист, защитник, известный по выступлениям за «Гётеборг», «Аякс» и сборную Швеции. Участник чемпионата мира 1990 года.

## Клубная карьера

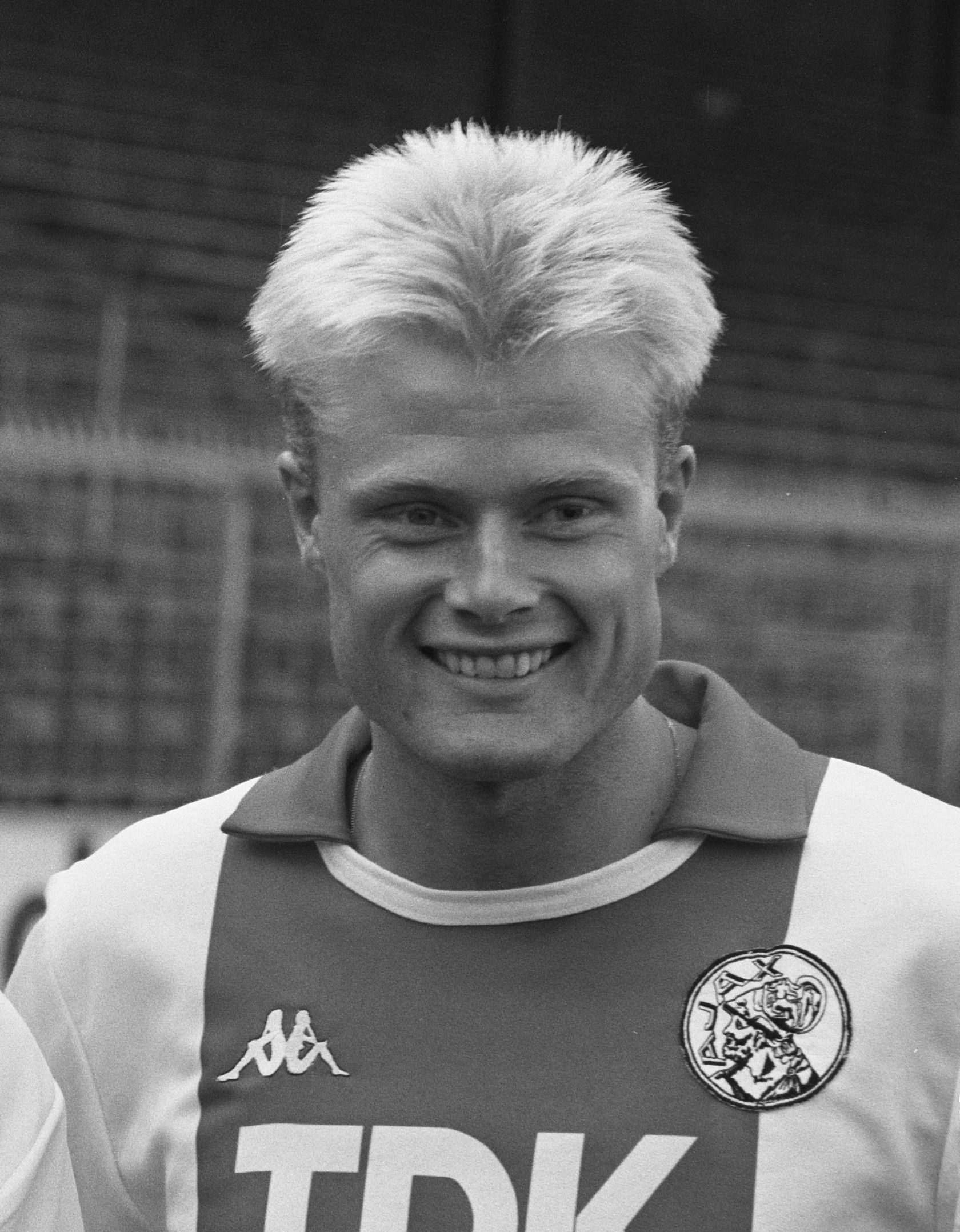
Ларссон в составе «Аякса»

Ларссон воспитанник клуба «Халльбю». В 1977 году он дебютировал за основную команду в третьем шведском дивизионе. В клубе Петер провёл пять сезонов, приняв участие в 86 матчах и забил 25 мячей. В 1982 году он перешёл в «Хальмстад». В новом команде Ларссон был основным футболистом, но никаких успехов с клубом не добился. В 1984 году Петер подписал контракт с «Гётеборгом». В своём первом сезоне он выиграл Аллсвенскан лигу. В 1987 году Ларссон с командой повторил успех в чемпионате, а также завоевал Кубок УЕФА. По итогам сезона он был признан Футболистом года в Швеции.
Петера заметили скауты амстердамского «Аякса» и летом он переехал в Нидерланды. При Йохане Кройфе место Ларссона в стартовом составе не пререкалось, но с уходом легендарного наставника он потерял место в основе. В 1990 году в составе амстердамского клуба Петер выиграл Эредивизию. В 1991 году он вернулся в Швецию, заключив контракт с «АИКом». С новой командой Ларссон в третий раз выиграл первенство Швеции. В 1994 году недолго выступал за полупрофессиональный клуб «Корснас». После чего принял решение завершить карьеру, но через четыре года отыграл сезон за любительскую команду «Фалу». В 1998 году Ларссон завершил профессиональную карьеру.

## Международная карьера
В 1983 году Ларссон дебютировал за сборную Швеции. 3 июня 1987 года в отборочном матче Чемпионата Европы 1988 против сборной Италии Петер забил свой первый гол за сборную. В 1990 году он был включен в заявку национальной команды на участие в Чемпионате мира в Италии. На турнире он сыграл в матчах против сборных Коста-Рики, Шотландии и Бразилии.

### Голы за сборную Швеции
| #   | Дата            | Место             | Противник | Счёт | Результат | Соревнование                             |
| --- | --------------- | ----------------- | --------- | ---- | --------- | ---------------------------------------- |
| 01. | 3 июня 1987     | Стокгольм, Швеция | Италия    | 1:0  | 1:0       | Чемпионат Европы 1988, отборочный турнир |
| 02. | 14 ноября 1987  | Неаполь, Италия   | Италия    | 1:1  | 2:1       | Чемпионат Европы 1988, отборочный турнир |
| 03. | 25 октября 1989 | Хожув, Польша     | Польша    | 0:1  | 0:2       | Чемпионат мира 1990, отборочный турнир   |
| 04. | 27 мая 1990     | Стокгольм, Швеция | Финляндия | 5:0  | 6:0       | Товарищеский матч                        |

## Достижения
Командные
 «Гётеборг»
- Чемпион Швеции (2): 1984, 1987
- Обладатель Кубка УЕФА — 1986/1987

 «Аякс»
- Чемпион Нидерландов (1): 1990

 «АИК»
- Чемпион Швеции (1): 1992

Индивидуальные
- Футболист года в Швеции — 1987